# اللوتس الأبيض
اللوتس الأبيض (بالإنجليزية: The White Lotus)‏ هو مسلسل كوميديا دراما من إخراج مايك وايت وبطولة موراي بارتليت،كوني بريتون،جينيفر كوليدج وألكسندرا داداريو.تكون الموسم الأول من 6 حلقات وتم عرضه على قناة إتش بي أو في 11 يوليو 2021.